# Unadilla bidensana
Unadilla bidensana là một loài bướm đêm thuộc họ Pyralidae. Nó là loài đặc hữu của Kauai.
Ấu trùng ăn Bidens cosmoides. 
- Insects of Hawaii. Volume 8, Pyraloidea